# 45.
◄ | 1. stoljeće pr. Kr. | 1. stoljeće | 2. stoljeće | ►
◄ | 10-ih | 20-ih | 30-ih | 40-ih | 50-ih | 60-ih | 70-ih | ►
◄◄ | ◄ | 42. | 43. | 44. | 45. | 46. | 47. | 48. | ► | ►►
Astronomija • Književnost • Kršćanstvo

## Rođenja
- Plutarh, grčki povjesničar, biograf i esejist (približan datum)
- Ban Zhao, prva kineska povjesničarka († 116. )
- Domitila Mlađa, rimska plemkinja († 66. )
- Lucije Julije Ursus Servianus, rimski političar († 136. )
- Lucije Vipstan Mesala, rimski govornik (približan datum)
- Publije Papinije Stacije, rimski pjesnik (približan datum)
- Tiberije Julije Celzus Polemejan, rimski političar

## Smrti
- Pomponije Mela, rimski geograf (približan datum)
- Vardan I., kralj Partskog Carstva (približan datum)

## Vanjske poveznice
|  | Zajednički poslužitelj ima još gradiva o temi 45. |